# Bordes de Miralles
Les Bordes de Miralles és una borda del terme municipal de Tremp, a l'antic terme ribagorçà d'Espluga de Serra, al Pallars Jussà.
Està situada a l'antic poble de Miralles, en el sector nord-occidental del terme municipal. Es tractava d'un antic grup de bordes -per això el nom és en plural- de les quals només en subsisteix una. És al nord-nord-oest de Piconiller, al capdavall, sud, de les Ribes de Font Sobirana. Un bon tros més al nord hi ha l'església romànica de Santa Maria de Miralles i les restes del poble de Miralles.